# 臺中捷運綠線鋼樑墜落事故
24°10′15″N 120°41′53″E / 24.1709140451°N 120.698056432°E
臺中捷運綠線鋼梁墜落事故，是2015年4月10日於臺灣臺中市北屯區北屯路和文心路口處，臺中捷運綠線（臺中捷運烏日文心北屯線）G4站至G5站間工地所發生的事故。當天下午16時00分正在進行吊梁工程，16時58分，重達209噸的鋼梁掉落，造成底下的兩部車輛被壓毀，4人死亡、4人受傷。事發後捷運綠線全面停工。7月6日部分路段復工，至8月11日全面復工。

## 經過
事發前當日中午與事故發生30分鐘前之影像顯示，施工現場僅用三角錐防護，並無圍籬，且兩台吊車吊掛鋼梁時，現場未進行道路封鎖及交通管制，車輛行駛在懸空的鋼梁下。
代辦的臺北市政府捷運工程局於4月10日提出的報告中，指出因吊車油壓支架未鋪設木板分散壓力，導致柏油路面無法承受吊車壓力而凹陷的結果，另未使用螺絲假固定或確實鎖妥，就鬆開吊車支撐，曲線路段使得鋼梁重心向中間偏移，導致鋼梁外翻掉落至地面。
在台中市交通局4月13日提出的詳細調查報告研判，為忽略偏心力矩作用，在弧型鋼梁重心與兩端支撐中心兩者之間，因曲型鋼箱樑「偏心力矩作用」過大，造成鋼梁扭轉側翻，致使一端往外滑出帽梁掉落，而後該端掉落地面後造成吊車吊索遭扯斷，另一端也隨之往外翻落至車道。
相關事故
在去年的2014年8月19日，文心路四段（近山西路）的捷運工地曾發生工安意外，施工現場的吊車軸心斷裂，導致機械手臂不慎掉落，砸至工地旁的餐廳招牌及遮雨棚，無人傷亡。

## 傷亡名單
事故造成4死4傷，分別緊急送往臺中慈濟醫院、中國醫藥大學附設醫院急救。死者為蘇家蓁（女，42歲）、謝光輝（男，57歲）、杜亞有（男，60歲）、梁孝凱（男，26歲）；傷者為陳冠吉、林朝卿、謝政家、邱振榮。

## 究責與檢討
事故時刻正值傍晚下班尖峰時間，在同時期的新北市環狀線工程，吊掛鋼箱限夜間施工，且對施工路段會做交通管制道路封鎖。遠揚工程公司為該工程的主要承包商，遠揚將鋼構結構工程轉包中鋼結構公司，中鋼結構再將吊掛工程轉包瑨益公司。遠揚原本提出的《鋼結構吊裝交通維持計畫書（第一次變更）》（1 版）報告書中，「鋼箱梁施工必須於夜間23時30分至05時30分執行」，卻提前於4月10日上午開始進行鋼箱梁地組及吊裝工程，且當日下午15時15分才以另一份施工通報單傳真至台中交通局，說明當日下午16時00分將進行吊裝工程。王義川坦言，根據「台中市使用道路辦理活動施工管理自治條例」，施工通報單只是「通報」，不是「申請」，無關「核准」，顯示該自治條例實有不足，將研擬修訂該條例。領班謝光輝的弟弟指出，當時曾要申請支撐架，卻被包商遠揚工程拒絕。
時任臺中市市長林佳龍於事發時正在韓國首爾訪問，收到消息後趕回台灣，深夜12點左右抵達桃園機場。
臺中捷運綠線原定工期十年，臺中市審計處原提出審核報告2020年底臺中捷運綠線通車，2014年8月22日時任臺中市市長胡志強在臺中市議會進行施政報告時表示，捷運綠線進度目前只落後3％，目標是2015年底部分試運轉，2016年通車。2015年1月12日市長林佳龍宣布，將跨單位同步施工，縮短期限，提前2年於2018年11月完成，市長林佳龍年初曾下令要求內縮或撤除圍籬，工安事件發生後表示跟拆不拆圍籬沒有關係。臺中市政府表示此段工程原本就沒有圍籬，非圍籬內縮的問題，發生地點也非林佳龍下令圍籬退縮的路段。時任台北市副市長林欽榮表示，台中捷運工程進度超前，沒有趕工的問題，按契約2017年就會完工。
因台北市捷運局負責設計、監造，時任台北市長柯文哲表示「北捷會負起應負責任」。

## 司法判決
臺中地檢署於2015年6月10日對被告王起森等10人及瑨益工程有限公司（法人）提起公訴。2018年8月28日一審判決，依業務過失致死等罪，判處台北捷運土二所副工程司王起森8個月有期徒刑，遠揚公司陳松嚴及中鋼構公司杜芳明等7人分別被判處10個月至1年6個月，皆緩刑，吊車司機及中鋼構組長陳柏宏無罪，瑨益工程有限公司處罰金新台幣20萬元。

## 參看
- 臺中捷運塔吊撞擊事故